# Fernanda Vasconcellos
Fernanda de Vasconcellos Gálvez (São Paulo, 14 de septiembre de 1984) es una actriz brasileña.

## Biografía
Comenzó su carrera artística en comerciales de televisión, y después en el SBT, donde apareció como extra en Fantasia y en Domingo Legal como bailarina. Más tarde, Vasconcellos superó la prueba de Rede Globo para interpretar a la protagonista de la temporada 2005 de Malhação, Betina, que fue el tercer vértice de un triángulo amoroso tumultuosa que incluyó a Bernard y Jaque, los personajes de Thiago Rodrigues y Joana Balaguer. 
Después de interpretar durante un año a Betina en Malhação, Vasconcellos se unió al elenco de Páginas de la vida, de Manoel Carlos. En ella, Vasconcellos interpretó a una brasileña que estudiaba historia del arte en Ámsterdam, Países Bajos. Allí se involucró con Leo, otra brasileño de estancia en el país, interpretado por Thiago Rodrigues, repitiendo su pareja romántica de Malhação. Su papel en la novela fue muy elogiada por la crítica y el público. Muchos usuarios de internet le pidieron a Manoel Carlos, autor de la novela, que su personaje no muriera. A pesar de que el personaje mueren en la primera fase de la trama, continúa aparenciendo en la telenovela a través de analepsis y apariciones de su  espíritu.
En 2007 aceptó una invitación para convertirse en protagonista de la telenovela Deseo prohibido, interpretando a Laura, junto a Murilo Rosa y Daniel de Oliveira. En el año 2010, interpretó a Nelinha en Tempos Modernos, en la que participó por tercera vez con Thiago Rodrigues. Interpretaría a Lili en El astro, pero optó por protagonizar la novela La vida sigue, siendo sustituida por Alinne Moraes. En 2011, interpretó a Ana Fonseca, protagonista de la novela La vida sigue, junto con Marjorie Estiano. En diciembre de 2012, actúa junto con Daniel Rocha en el cortometraje A Ceia. En 2013 integra el elenco de Laberintos del corazón donde interpreta a Malu Campana, una universitaria rechazada por su madre.
En 2016, interpreta a su primera villana, la abogada Bruna Vidal, en Haja Coração. En 2017, graba el mediometraje Feique. En junio rueda en Indaiatuba la película Eu sou Brasileiro de Alessandro Barros. En 2018, la actriz integra el elenco de la segunda temporada de la serie 3%.

## Vida personal
Tuvo relaciones con el presentador André Marques, y el actor Henri Castelli, de quien se separó en marzo de 2012. Desde 2015 es pareja del actor Cassio Reis

## Filmografía
| Año  | Título                     | Personaje                                         |
| ---- | -------------------------- | ------------------------------------------------- |
| 2005 | Malhação                   | Betina Sorrento                                   |
| 2006 | Páginas de la vida         | Nanda                                             |
| 2007 | Dança dos Famosos 4        | Ella misma                                        |
| 2007 | Deseo prohibido            | Laura de Castro Fernandes / Sofia Simões Monteiro |
| 2008 | Casos e Acasos             | Bianca                                            |
| 2009 | A Turma do Didi            | Ella misma                                        |
| 2010 | Tempos Modernos            | Cornélia "Nelinha" Cordeiro                       |
| 2011 | La vida sigue              | Ana Fonseca                                       |
| 2013 | Laberintos del corazón     | Maria Luísa "Malu" Campana                        |
| 2014 | Didi e o Segredo dos Anjos | Clarinha                                          |
| 2016 | Haja Coração               | Bruna Vidal Ferraz                                |
| 2018 | 3%                         | Laís Vilalba                                      |
| 2019 | Coisa Mais Linda           | Lígia Soares                                      |